# محمد حمد القنيبط
محمد حمد القنيبط كاتب اقتصادي سعودي ولد في عنيزة عام 1372هـ، وهو أستاذ الاقتصاد الزراعي بجامعة الملك سعود، وعضو مجلس الشورى السعودي من عام 1997 إلى عام عام 2009م (1418هـ إلى عام 1430هـ).

## نشأته وحياته الاجتماعية
ولد الدكتور محمد بن حمد محمد القنيبط من ال غيهب من قبيلة بني زيد في مدينة عنيزة بمنطقة القصيم في المملكة العربية السعودية، وانتقل مع عائلته وهو بعمر خمس سنوات إلى مدينة الخبر بالمنطقة الشرقية في السعودية، حيث كان والده من أوائل المقاولين الذين عملوا مع شركة أرامكو. الدكتور محمد القنيبط متزوج من السيدة موضي عبد الرحمن القنيبط، وله منها ابنتان عذا، ورنا، وابن حمد.

## تعليمه
- أكمل الدكتور محمد القنيبط تعليمه العام متنقلاً بين مدن الخبر والرياض والطائف في المملكة العربية السعودية، حيث حصل على شهادة الثانوية العامة عِلمي من مدرسة ثقيف الثانوية بالطائف عام 1972م.
- التحق بكلية الزراعة في جامعة الملك سعود بالرياض، حيث حصل منها على درجة البكالوريوس في العلوم الزراعة عام 1976. ثم عين معيداً بقسم الاقتصاد الزراعي بالكلية.
- سافر إلى الولايات المتحدة الأمريكية لمواصلة دراساته العليا، حيث حصل على الماجستير في الاقتصاد من كلية إدارة الأعمال بجامعة ولاية يوتا الحكومية Utah State University عام 1980، ثم حصل على درجة الدكتوراة في اقتصاديات الموارد Resource Economics من جامعة ولاية أوريغون الحكومية Oregon State University؛ وكان عنوان رسالة الدكتوراة: «تحليل اقتصادي للطلب المنزلي على المياه في الكويت An Economic Analysis of the Municipal Demand for Water in Kuwait». حيث عاد بعد ذلك لجامعة الملك سعود في سبتمبر 1984م ليعمل أستاذاً مساعداً في قسم الاقتصاد الزراعي. وقد أُختير لرئاسة قسم الاقتصاد الزراعي بجامعة الملك سعود خلال الفترة 1989 - 1996م.[3]

## العمل الوظيفي
- بعد حصوله على الدكتوراه، عاد ليعمل في كلية الزراعة بجامعة الملك سعود في قسم الاقتصاد الزراعي.
- أعيرت خدماته في فبراير 1986 للعمل في الشركة العربية السعودية للدواجن (فرّوج الأسياح) في مدينة بريدة بالسعودية، حيث قضى فيها أكثر من سنة، ليعود مرةً أخرى للجامعة في إبريل 1987.
- استمر بالعمل بالجامعة لحين تعيينه عضواً في مجلس الشورى السعودي في يونيو 1997، واستمر في عضوية المجلس ثلاث دورات انتهت في فبراير 2009،[4] ليعود بعد ذلك للعمل أستاذاً في قسم الاقتصاد الزراعي بجامعة الملك سعود.
- اختير عضواً في مجلس هيئة حقوق الإنسان السعودية، وهي هيئة حكومية يختار الملك أعضاءها لدورة مدتها أربع سنوات قابلة للتجديد، حيث قضى فيها دورة واحدة (2006 – 2010).
- اختير رئيساً لمجلس إدارة جمعية الاقتصاد السعودية عام 2008م.[5]

## النشاط الإعلامي
اشتهر القنيبط بكتاباته الصحفية في مجلة اليمامة السعودية الأسبوعية، تحت زاوية «أكاديميات» الشهيرة في الوسط البيروقراطي السعودي، حيث استمر بكتابة هذه الزاوية حوالي 12 سنة (1994 - 2006). وقد اشتهرت زاوية «أكاديميات» بين المثقفين السعوديين بسبب قوة نقدها لأداء كثير من الوزراء السعوديين في بداية التسعينات الميلادية، وذلك في زمن كان يعاني من ضعف حرية الكتابة الصحفية آنذاك. وقد كان أول من انتقد سياسة دعم زراعة القمح في السعودية التي أدت إلى استنزاف المياه الجوفية في هذه الدولة الصحرواية جداً، وذلك في مقاله الشهير «قضية الأمن المائي أم وهم الأمن الغذائي» في 23 نوفمبر 1993. تميزت كتابات الدكتور القنيبط في زاوية أكاديميات بمجلة اليمامة بقوتها النقدية التي تعتمد على توثيق وتحليل علمي واقتصادي قوي، مقارنة بالكتابات الصحفية اليومية السعودية. كذلك كانت مقابلاته التلفزيونية تلقى صدى كبيراً في المجتمع السعودي بسبب نقده القوي لكبار المسئولين، خاصة في البرنامج الحواري «حديث الخليج» بقناة الحرة الذي كان يقدمه الإعلامي السعودي سليمان الهتلان.